# Ahmed III
Ahmed III (né le 30 décembre 1673 - mort le 1er juillet 1736) est le 23e sultan de l'Empire ottoman et calife de l’islam.

## Biographie
Fils de Mehmed IV, Ahmet III succède le 21 août 1703 à Moustafa II, son frère, qui vient d'être déposé par les janissaires.
Il donne asile à Charles XII de Suède, après la défaite de Poltava, où celui-ci est battu par Pierre Ier le Grand en 1709. Ahlmed III est cependant vainqueur lors de la campagne russe sur le Prout (1711), et conquiert la Morée sur les Vénitiens, mais il est vaincu par les Impériaux à Petrovaradin, 1716, perd Belgrade, et est forcé de signer en 1718 avec l'Empire la paix de Passarowitz.
Le règne d'Ahmet III est marqué par une velléité de réforme. L'empire est en position défensive depuis la fin du XVIIe siècle, son territoire se rétrécit (concessions territoriales à la suite des traités de Karlowitz et de Passarowitz) et sa démographie accuse un certain recul. Le sultan sent donc bien que la réforme est nécessaire et c'est ainsi qu'il s'entoure d'un grand vizir à l'esprit réformateur, Nevşehirli Damat Ibrahim Pacha (1718 - 1730). La longévité politique de Damat Ibrahim est peu commune ; de fait, le sultan comprend que la réforme doit s'inscrire dans un processus de longue durée, d'où la nécessité que le grand vizir se maintienne dans ses fonctions.
Ahmet III favorise les contacts avec l'Occident et témoigne d'une véritable ouverture culturelle. La pénétration de la culture occidentale est décelable par les palais construits à la vénitienne en bordure du Bosphore.
L'esprit de réforme se heurte néanmoins à la réaction des janissaires, jaloux de leurs privilèges, et qui par mécontentement avaient déjà déposé Mehmet IV en 1687 et Mustapha II en 1703. Le sultan succombe à la pression de janissaires emmenés par leur chef (agha) Patrona Halil et doit abandonner son grand vizir, Damat Ibrahim, qui est alors exécuté. Dépourvu de son principal appui, le sultan ne tarde pas à abdiquer. C'est ainsi que s'achève l'ère des tulipes et que s'ouvre le règne de Mahmoud Ier. Ahmet III meurt 6 ans plus tard en prison, à 62 ans.

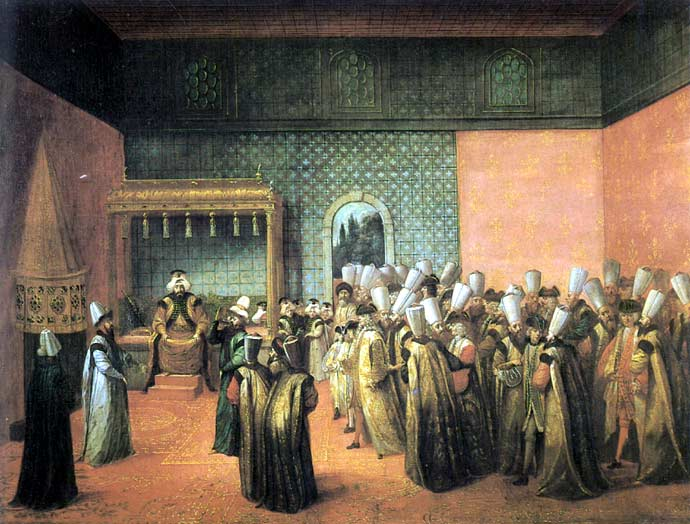
Le Sultan Ahmed III recevant l'ambassadeur de France, le Vicomte d'Andrezel au Palais de Topkapı.
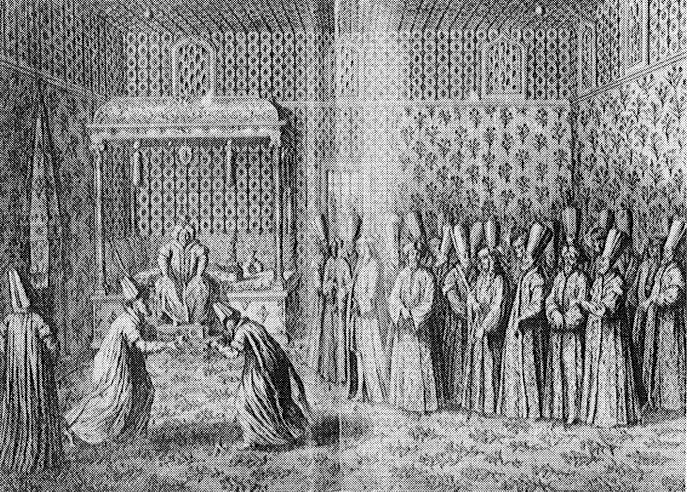
L'ambassadeur de France, le Marquis de Bonnac, reçu par le Sultan Ahmed III.
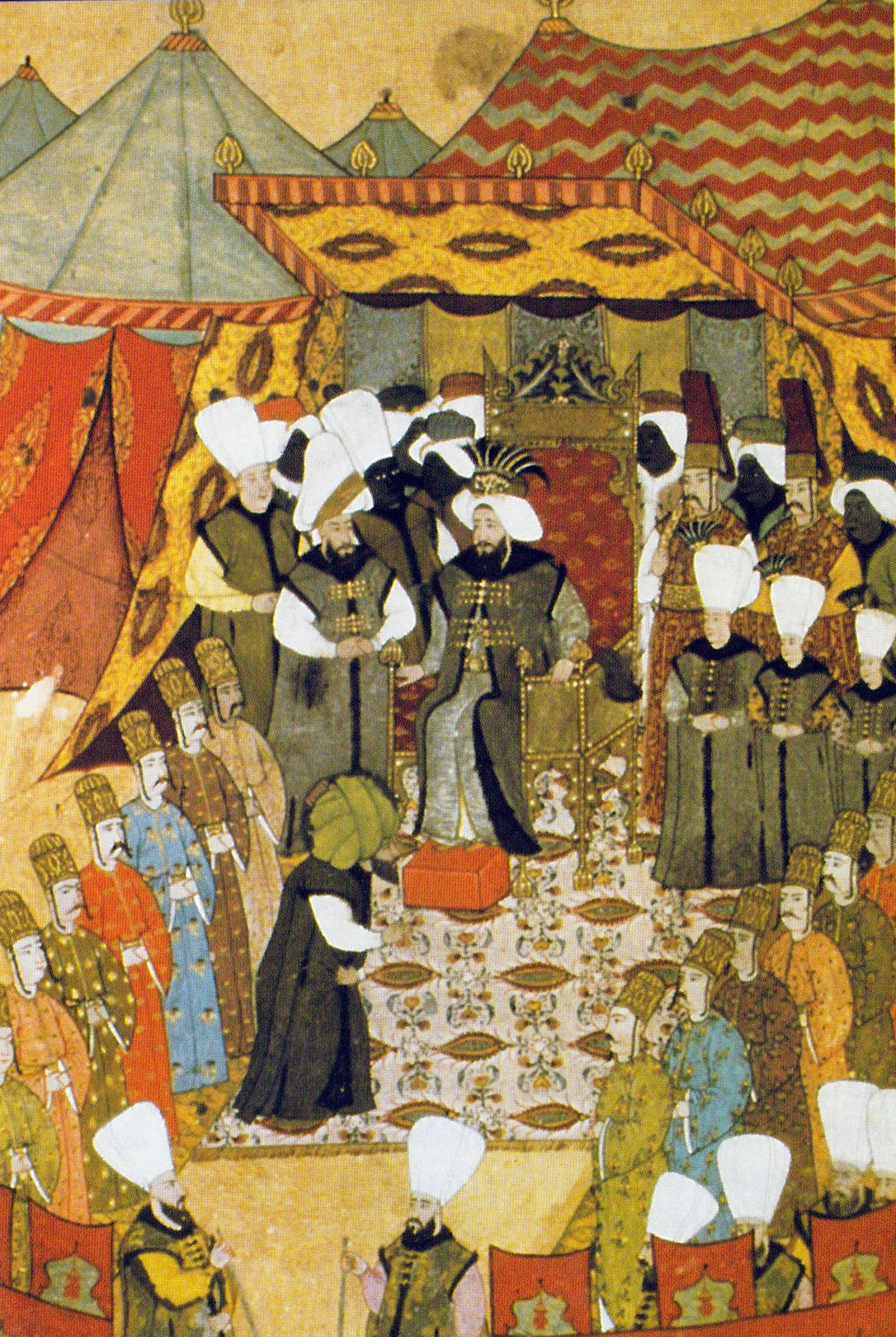
Le sultan Ahmed III lors d'une réception, tableau peint en 1720.